# Sidi Hassine
Sidi Hassine (àrab: سيدي حسين, Sīdī Ḥassīn) és una ciutat de Tunísia a la governació de Tunis, situada uns 5 km al sud-oest de Tunis, formada per la vila d'aquest nom i els barris a la part occidental de la sabkha de Sijoumi, delimitada per la carretera de Mejez El Bab, que la separa de Hraïria, al nord. La delegació té una població de 56.130 habitants dels que quasi la meitat resideixen a la ciutat.

## Administració
Com a delegació o mutamadiyya, duu el codi geogràfic 11 64 (ISO 3166-2:TN-12) i està dividida en nou sectors o imades:
- Borj-Chakir (11 64 51)
- Sidi Hassine (11 64 52)
- El Jaïara (11 64 53)
- Attar (11 64 54)
- 20 Mars (11 64 55)
- Byrine (11 64 56)
- Meghiret Inzel (11 64 57)
- 25 juillet (11 64 58)
- 14 Janvier (11 64 59)

Al mateix temps, constitueix una municipalitat o baladiyya de Tunis, amb codi geogràfic 11 18.